# El Correo (periódico uruguayo)
El Correo fue un periódico uruguayo que se editó entre el 3 de febrero y el 4 de septiembre de 1830 en Montevideo, en primera instancia en la Imprenta Republicana y, en una segunda etapa, en la Imprenta de la Caridad. 

## Historia
En total, se publicaron 160 números de cuatro páginas cada uno y un suplemento especial en su número 100 de una página, denominado “Bases del avenimiento propuesto al Exmo. Sr. Gobernador del Estado, por el General Don Fructuoso Rivera”.
Su redactor fue el periodista argentino Bernabé Guerrero Torres, quien fuera un activo participante en lo que refiere a la edición y redacción de periódicos en el Río de la Plata durante el siglo XIX.
El Correo contaba con información de carácter general, entre la que resaltaba la política y comercial.

## Secciones
Se trataba de un periódico con secciones fijas, entre las que destacaban Interior, Exterior, El Correo, Correspondencia, Teatro y Avisos.